# Katsutoshi Nekoda
Katsutoshi Nekoda (jap. 猫田 勝敏 Nekoda Katsutoshi; * 1. Februar 1944 in Yasufuruichi, Landkreis Asa, Präfektur Hiroshima, heute Bezirk Asa-Süd, Stadt Hiroshima; † 4. September 1983) war ein japanischer Volleyballspieler und vierfacher Olympiateilnehmer.
Nekoda führte die japanische Volleyballnationalmannschaft als Zuspieler zu einer Bronzemedaille bei den Olympischen Sommerspielen 1964, einer Silbermedaille bei den Olympischen Sommerspielen 1968 und einer Goldmedaille bei den Olympischen Sommerspielen 1972. Er war der Fahnenträger Japans bei den Olympischen Sommerspielen 1976 und erreichte Platz vier.
Nekoda beendete 1980 seine aktive Laufbahn und starb 1983 an Magenkrebs. Im Jahr 2023 wurde er posthum in die „Volleyball Hall of Fame“ aufgenommen.